# Polyommatus pallidula
Polyommatus pallidula är en fjärilsart som beskrevs av Tutt 1910. Polyommatus pallidula ingår i släktet Polyommatus och familjen juvelvingar. Inga underarter finns listade i Catalogue of Life.